# Yōkai Yashiki
Yōkai Yashiki  (妖怪屋敷 en japonais) est un jeu vidéo d'action sorti en 1986 sur MSX et porté en 1987 sur Famicom Disk System. Le jeu a été développé et édité par Casio sur MSX, puis édité par Irem sur Famicom Disk System.